# NUCALC diszkalkulia teszt
A NUCALC diszkalkulia teszt egyike a diszkalkuliát mérő teszteknek, amely a számfogalom, számokkal kapcsolatos tények és az aritmetikai képességek mérése szolgál. Michael Von Aster fejlesztette ki a gyermekeknél fellépő számolási zavarok (diszkalkulia) mérésére.

## A NUCALC leírása
A NUCALC tesztet (Neuropsychological Test Battery for Number Processing and Calculation in Children) a zürichi egyetem Idegtudományi Intézetének kutatói fejlesztették ki. A kognitív számfeldolgozási folyamatok és a számolással kapcsolatos moduláris rendszer összetettsége alapján indokoltnak látták, hogy egy olyan mérőeszközt dolgozzanak ki, ami a számokkal kapcsolatos terület különböző aspektusait külön méri. Úgy vélték, hogy így lehetséges lesz a differenciáldiagnózis (a zavar okának részletes és specifikus feltárása), valamint megkönnyíti a megfelelő intervenció (terápia) alkalmazását. A NUCALC tesztet a 2.-4. általános iskolai osztályokon validálták (azaz eltérő mérőeszközökkel megnézték, mennyire fedi le a tesztelni kívánt diszkalkuliát), Svájcban és Franciaországban, illetve egy másik kutatás során Görögországban.

## A NUCALC altesztjei
A teszt 12 altesztből áll:

### Számolás
A számlálás fontos alapja gyermekeknél az összeadás és a kivonás elsajátításának. Az első alteszten a gyermekeknek eltérő számú ponthalmazokat kell megnevezni. Itt négy feladatot pontoztak: (1) a hangosan kimondott számok növekvő sorozatának produkciója, (2) a kézzel való mutatás és a szóbeli számolás közti szinkron (vagyis, hogy amikor rámutatnak egy tárgyra, beleszámolják-e), (3) a feladatnak a vizuális memóriával összefüggő oldala, vagyis a már számolt és a még fennmaradó pontok közti különbségtétel, és (4) az utolsó kimondott szám átkódolása a megfelelő arab számformátumba (kardinalitás elve).

### Visszafelé számolás
Ez a képesség a kivonásnál használatos visszaszámlálási stratégiákhoz szükséges. Míg az előre számolás az automatikus kognitív folyamatok prototípusa, addig a számszavak fordított sorozatának produkcióját a munkamemória kezeli.

### Számok átváltása
Az ’Arab számok kiolvasása hangosan’ és a ’diktált arab számok leírása’ a legfontosabb átváltási folyamatokat jelentik az iskola első néhány évében. Mindkét feladat ugyanazokkal a számjelölő rendszerekkel dolgozik (arab számjegyek és kimondott számszavak), csak ellentétes irányban. Mindkét altesztnek hat eleme van, eltérő nehézségi fokozattal. A felnőtt agysérült pácienseknél megállapított, az átváltási folyamatban jelentkező gyakori disszociációk képezték a különböző reprezentációs modulok leírásának empirikus alapját.

### Nagyság-összehasonlítás
Két alteszt azt vizsgálja, hogy a kitöltő képes-e két szám aritmetikai értékének összehasonlítására. A számokat a lexikai-szintaktikai (nyelvi és arab) szerkezetüknek megfelelően helyesen kell kódolni, és a belső nagyságreprezentációjuk alapján kell őket kezelni. A feladatok eltérnek a szemantikus reprezentáció (kis és nagy távolságok), valamint a jelölés szempontjainak (a számszavak hossza vagy számjegy-sorok) nehézségét illetően.  
Ezeken az alteszteken alacsonyabb teljesítményt találtak felnőtt agysérült (afáziás, illetve jobb oldali sérült) betegeken.

### Mentális számolás
Ebben az altesztben hat összeadás és kivonás hangzik el szóban. Ezek a feladatok az egyszerű számokkal kapcsolatos tényszerű, procedurális tudást mérik (pl. ’öt meg nyolc’, vagy ’tizennégy mínusz hat’). Egy következő altesztben (’szöveges feladatok’) a gyermekeknek olyan összeadásokat és kivonásokat kell elvégezniük, amelyek különböző hétköznapi helyzetekbe vannak beágyazva. Ez a négy feladat eltér nehézségben, és a probléma típusában.

### Arab számok elhelyezése egy analóg számegyenesen
Ez az alteszt, amely öt tételből áll, a számok megértését és a számszerű becslések képességét méri, ami a Stanislas Dehaene hármas kód modelljében leírt egyik komponens, az analóg mennyiségi rendszer működését igényli.

### Perceptuális mennyiségi becslések
A gyermekeknek vizuálisan bemutatott tárgyak (labdák és poharak) két csoportjának számosságát kell megbecsülni.

### Kontextuális becslések
A számok szemantikus emlékezet értéke nem csak az aritmetikai értéküktől, hanem az adott kontextustól is függ. A gyermekeknek meg kell ítélni például, hogy ’tíz levél a fán’, vagy ’nyolc lámpa a szobában’ az kevés, átlagos mennyiség, vagy sok. Ezt tartják például a magzati alkohol szindróma esetén fellépő számolási és számfeldolgozási nehézségek egyik legjobb indikátorának (jelzőjének). A becslési képességek egyébként az iskolás korban fellépő számolási képességek egyik legerősebb előrejelzői.

## A NUCALC hátrányai
Mint minden diszkalkulia tesztnek, a NUCALC tesztnek is hátránya, hogy teljesítmény-orientált, tehát elsősorban a problémát állapítja meg. Ennek megoldására kezdtek el kidolgozni olyan diagnosztikai teszteket, amelyek a problémát részleteiben, tartalmát tekintve is leírják, így ezek alapján a megfelelő terápiás módszerek kiválasztása is könnyebben történik.